# Catasetum lanciferum
Catasetum lanciferum es una especie de orquídea de epifita, originaria de Sudamérica.

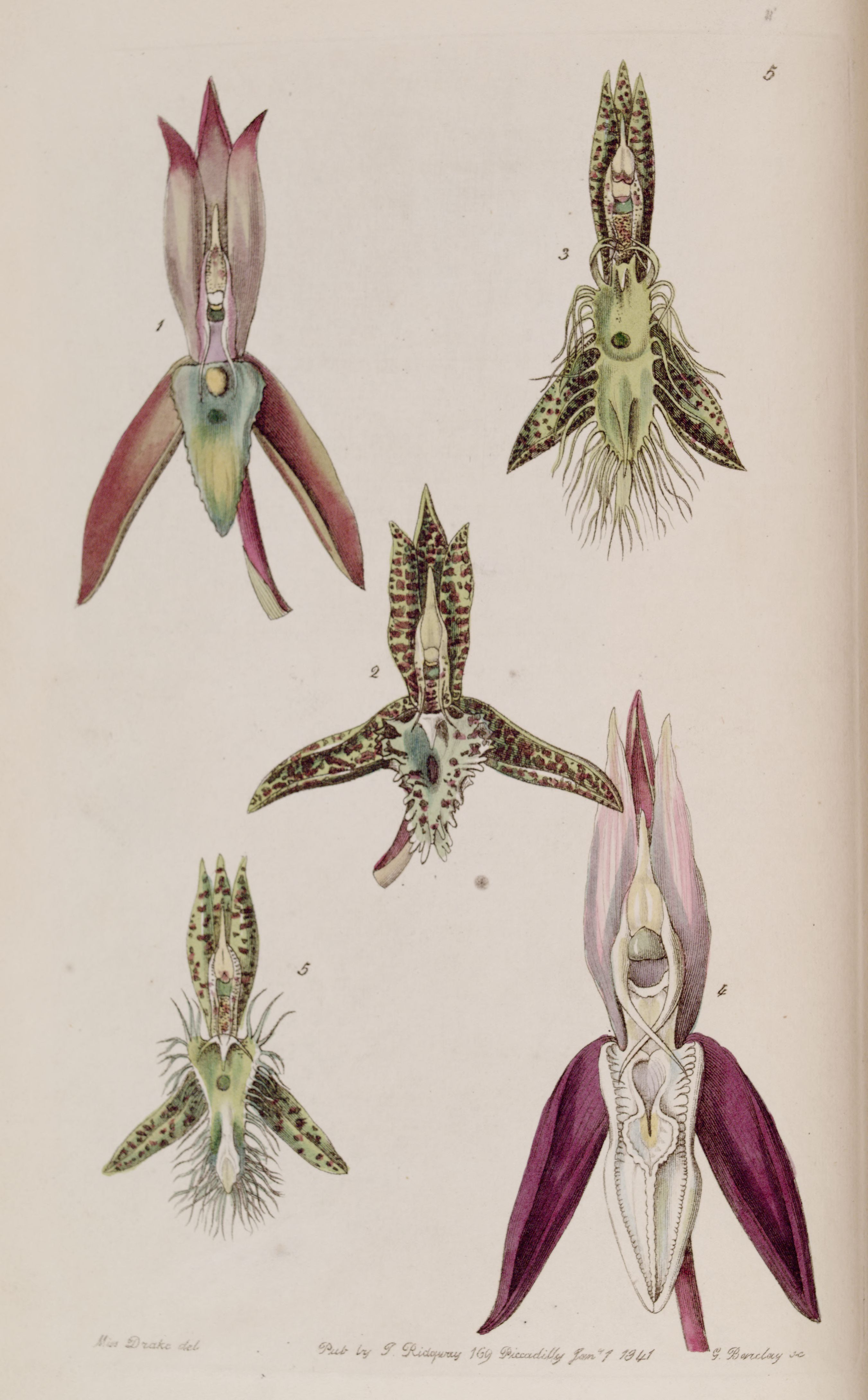
Ilustración

## Descripción
Es una especie de orquídea de tamaño mediano que prefiere el clima cálido,  epifita con pseudobulbos  envueltos por vainas de hojas y que llevan hohas lineal oblanceoadas, de color verde, plegadas, trinervadas. Florece en la primavera y el verano en una inflorescencia masculina - aequeada, de 35 cm de largo, con 20 flores], [la femenina recta, de 18 cm de largo, con 3 flores].

## Distribución y hábitat
Se encuentra en el Perú y Minas Gerais, Brasil, en elevaciones de 500 a 1000 metros.

## Taxonomía
Catasetum lanciferum fue descrito por John Lindley y publicado en Edwards's Botanical Register 27: 5, f. 5. 1841.
Etimología
Ver: Catasetum
lanciferum: epíteto latino que significa "como una lanza".
Sinonimia
- Catasetum appendiculatum Schltr.[1][4]